# NAPA Auto Parts
National Automotive Parts Association (NAPA) eller NAPA Auto Parts er en amerikansk forhandler af bildele, autoreservedele, biludstyr og autoservice. Der er over 6.000 butikker i USA og 1.142 butikker er ejet af Genuine Parts Company, mens de resterende er uafhængigt ejede. Der er 15.000 NAPA AutoCare autoværksteder i USA.
De har også afdelinger i Canada og Mexico.